# Cagiva Raptor
Cagiva Raptor — мотоцикл производства итальянского концерна Cagiva. Версии с двигателями 125, 650 и 1000 кубических сантиметров были разработаны Мигелем Галуцци, дизайнером Ducati Monster.
Первоначально проект назывался M2 (Monster 2), он зародился ещё в недрах Ducati, о чём говорит метка вблизи втулки рулевого управления Raptor (отсутствует на 125-кубовой версии).

## Модификации
Cagiva Raptor 125 имеет одноцилиндровый мотор жидкостного охлаждения объёмом 125 кубических сантиметров, выдающий 14 лошадиных сил на отметке в 9000 об/мин. КПП 6-ступенчатая. По одному вентилируемому тормозному диску на колесо. Максимальная скорость, заявленная производителем, составляет 140 км/ч.
Cagiva Raptor 650 построен вокруг двухцилиндрового двигателя жидкостного охлаждения от Suzuki SV650. Двигатель V-образный, точнее, даже L-образный, угол развала цилиндров составляет 90 градусов. На пике мощности он выдаёт 70 лошадиных сил, обладает хорошей тягой в нижнем диапазоне оборотов. Максимальная скорость, заявленная производителем, составляет 206 км/ч.
Cagiva Raptor 1000 имеет восьмиклапанный двухцилиндровый L-образный двигатель жидкостного охлаждения от Suzuki TL1000. Этот мотор обладает отличной тягой на низах и ровным характером. Он способен выдать 110 лошадиных сил на отметке в 8500 об/мин. Максимальная скорость, заявленная производителем, составляет 230 км/ч.